# Calcanhar
Calcanhar ou trâncio é a parte posterior, geralmente proeminente, do pé do ser humano. O calcanhar é formado pelo osso calcâneo.